# 丹河 (沁河)
丹河，古称源泽水、泫水、丹水，发源于高平市丹朱岭，流经山西省晋城市市区、郊区泽州县和河南省焦作市、沁阳市，于河南省沁阳市境内注入沁河，全场121.5千米。是晋城市境内第二大河流，亦是晋城市的母亲河。丹河上建有目前世界上最大跨径的的石拱桥——丹河大桥（晋焦高速公路丹河特大桥，位于晋城市泽州县境内太行山西麓），全长413．17米，主跨146米，高81米，宽24．2米。